# Empire (Michigan)
Empire – wieś w Stanach Zjednoczonych, w stanie Michigan, w hrabstwie Leelanau.